# Scotopteryx fuscofasciata
Scotopteryx fuscofasciata är en fjärilsart som beskrevs av Brandt 1938. Scotopteryx fuscofasciata ingår i släktet backmätare, och familjen mätare. Inga underarter finns listade.